# Подстрекательство (фильм)
Подстрекательство (ивр. ימים נוראים‎, «Ужасные дни») — израильский триллер 2019 года режиссёра Ярона Зильбермана. Фильм был показан на Международном кинофестивале в Торонто в 2019 году. Сценарий был написан Роном Лешем вместе с Зильберманом и Яиром Хизми. Во время мировой премьеры фильма на Международном кинофестивале в Торонто показ был остановлен, и зрители были вынуждены эвакуироваться из-за угрозы безопасности. Показ возобновился, когда кинотеатр, в котором демонстрировался фильм, был признан безопасным. Получил премию Офир в 2019 году за лучший фильм и был выбран Израилем в качестве лучшего международного художественного фильма на 92-й церемонии вручения премии Оскар.

## Сюжет
Фильм рассказывает об одном годе из жизни Игаля Амира, завершившимся убийством им Ицхака Рабина. Игаль Амир (Иегуда Нахари) присутствует на ночных похоронах виновника теракта в мечети, по мнению Игаля, исполнители Божьего слова — Баруха Гольдштейна, проходящих в Кирьят-Арбе недалеко от Хеврона. С конца 1993 года, после заключения Соглашений в Осло между Ицхаком Рабином и Ясиром Арафатом, в ходе непрекращающихся терактов внутри Хеврона и в Кирьят-Арбе гибнут люди. Светские лидеры правой оппозиции (Шарон, Нетаньяху) называют Рабина «предателем», раввины рассматривают вопрос, является ли он «преследователем». Раввины, конечно, прямо не призывают к убийству премьер-министра, но намекают: «Кто понимает, тот поймёт». Название фильма «Подстрекательство» заостряет внимание на посещении Игаля Амира различных раввинов в поисках разрешения на убийство Ицхака Рабина. Параллельно с мыслями об убийстве Игаль Амир, студент университета Бар-Илан, организовывает бесплатные субботние туры по поселениям для своих сокурсников. Самым симпатичным и умным персонажем в фильме (Амитай Яиш) показан отец будущего убийцы, чьи гуманистические взгляды сына не убеждают.
Сюжетная линия Навы (Даниэла Кертес), ашкеназской студентки и жительницы поселения Псагот, за которой ухаживает Игаль Амир, раскрывает вежливое высокомерие её семьи по отношению к йеменцам. Нава отвергает Игаля, она даже спешит выйти замуж за его лучшего друга, выходца из привилегированной ашкеназской семьи. Но не романтическое разочарование становится основным мотивом выбора Амира стать убийцей, поскольку ещё до отказа в его планах было создание ополчения против палестинцев. Им руководит политическая ярость, смешанная с опасными расистскими доктринами.
Его брат-водопроводчик, которого играет Йоав Леви, предлагает использовать напор воды, чтобы забросить взрывчатку в квартиру Рабина, но, в итоге, он выполняет самый простой, самый страшный и самый эффективный план из всех.

## Рецензии
Фильм о том, как амбициозный студент из Герцлии превратился в убийцу с чувством мессии ожидаемо вызвал гнев и отрицание многих, фильм был назван поверхностным, с ничтожным поводом отвергнутого мизрахи и упрощением. Фильм был обвинён в том, что только в заключительных титрах фильма лаконично рассказывается, что на выборах в Кнессет 14-го созыва, которые прошли через полгода после убийства Рабина, был избран Нетаньяху. Тем не менее, все критики сходятся во мнении, что Йехуда Нахари превосходен в главной роли, он более харизматичен и привлекателен, чем его персонаж—убийца Игаль Амир, но зритель не подпадает под его обаяние из-за раскрытия его фанатично-религиозного образа мыслей.

## Актёры
- Йехуда Нахари Халеви в роли Игаля Амира
- Амитай Яиш, как Шломо Амир, отец Игаля Амира
- Анат Равницки в роли Геулы Амир, матери Игаля Амира
- Йоав Леви, как Хагай Амир
- Даниэлла Кертес в роли Навы, несостоявшейся невесты Игаля Амира
- Сиван Маст в роли Маргалит Хар-Шефи, названной в честь тёти, жертвы Холокоста
- Долев Охана в роли Дрора Адани